# 威廉·朗兰
威廉·朗兰（/ˈlæŋlənd/，约1332年—1386年）是一位中世紀中期的英国作家，用中古英语写作。